# Канакінумаб
Канакінумаб (англ. Canakinumab, лат. Canakinumabum) — синтетичний препарат, який є людським моноклональним антитілом до інтерлейкіну-1-бета. Канакінумаб застосовується підшкірно. Канакінумаб розроблений у лабораторії компанії «Novartis», початково для лікування ревматоїдного артриту, а також для лікування кріопіринасоційованого запального синдрому. Канакінумаб схвалений у США в червні 2009 року, а в Європейському Союзі у жовтні 2009 року. У подальших клінічних дослідженнях виявлено також ефективність канакінумаба щодо попередження інфаркту міокарду та серцевих нападів, інсультів, а також зниження частоти раку.

## Фармакологічні властивості
Канакінумаб — синтетичний лікарський препарат, який є людським моноклональним антитілом до інтерлейкіну-1-бета. Механізм дії препарату полягає у зв'язуванні канакінумабу із інтерлейкіном-1β, що призводить до блокування зв'язування інтерлейкіну зі своїми рецепторами, наслідком чого є гальмування вивільнення медіаторів запалення (зокрема інтерлейкіну-6 та циклооксигенази-2), а також знижує індуковану інтерлейкіном-1β активацію генів. Застосування канакінумабу призводить до зниження як місцевих, так і системних запальних реакцій, регрес симптомів запального процесу (зокрема гарячки, болі в суглобах та м'язах, загальної слабкості і швидкої втомлюваності, шкірних висипань), а також призводить до зниження концентрації лабораторних маркерів запалення (зокрема C-реактивного білка та амілоїду сироватки крові), а у випадку лейкоцитозу та тромбоцитозу призводить до нормалізації показників кількості формених елементів крові. Канакінумаб застосовується для лікування подагричного артриту, у тому числі її гострих приступів, кріопіринасоційованого запального синдрому, сімейного холодового запального синдрому, сімейної холодової кропив'янки та мультисистемному запальному захворюванні немовлят. У проведених клінічних дослідженнях виявлено також, що канакінумаб завдяки зниженню запальних процесів у стінках артерій значно знижує ризик інфаркту міокарду та інших серцево-судинних подій, у тому числі зменшуючи потребу в коронарному шунтуванні. На думку частини дослідників, ін'єкції канакінумабу можуть замінити використання статинів, особливо у хворих із ознаками ішемічної хвороби серця і низьким рівнем холестерину. Згідно даних клінічних досліджень, канакінумаб також знижує ймовірність розвитку раку легень. Проводяться дослідження щодо ефективності канакінумаба при ревматоїдному артриті, хронічному обструктивному захворюванні легень та шизофренії.

### Фармакокінетика
Канакінумаб повільно всмоктується та розподіляється в організмі після підшкірного застосування, біодоступність препарату становить 63 %. Максимальна концентрація канакінумабу в крові досягається протягом 7 діб після ін'єкції препарату в дорослих та 2—7 діб у дітей. Дані за проходження канакінумабу через плацентарний бар'єр та виділення в грудне молоко відсутні. Метаболізм препарату та шляхи виведення препарату не досліджені. Період напіввиведення канакінумабу складає 26 діб, при застосуванні у дітей цей показник складає 23—26 діб.

## Покази до застосування
Канакінумаб застосовують для лікування подагричного артриту, у тому числі її гострих приступів, кріопіринасоційованого запального синдрому, сімейного холодового запального синдрому, сімейної холодової кропив'янки та мультисистемного запального захворювання немовлят.

## Побічна дія
При застосуванні канакінумабу можуть спостерігатися наступні побічні ефекти:
- Алергічні реакції та з боку шкірних покривів — рідко системні алергічні реакції.
- З боку травної системи — часто блювання, біль у животі; нечасто гастроезофагеальна рефлюксна хвороба.
- З боку нервової системи — часто запаморочення.
- З боку опорно-рухового апарату — часто біль у спині, біль у м'язах або кістках.
- Інші побічні ефекти — дисліпідемія, загальна слабкість, реакції у місці введення, утворення нейтралізуючих антитіл проти препарату.
- Інфекційні ускладнення — назофарингіти, синусити, бронхіти, пневмонії, грип, фарингіт, інфекції сечовидільних шляхів, гастроентерити, отит.
- Зміни в лабораторних аналізах — лейкопенія, тромбоцитопенія, нейтропенія, підвищення рівня білірубіну, підвищення активності аспартатамінотрансферази, підвищення концентрації сечової кислоти в крові.

## Протипокази
Канакінумаб протипоказаний при застосуванні при підвищеній чутливості до препарату, при вагітності та годуванні грудьми, дітям у віці до 4 років або з масою тіла менш ніж 15 кг.

## Форми випуску
Канакінумаб випускається у вигляді ліофілізату для приготування розчину для ін'єкцій по 150 мг у флаконі.